# Servaville-Salmonville
 Servaville-Salmonville  es una población y comuna francesa, en la región de Alta Normandía, departamento de Sena Marítimo, en el distrito de Rouen y cantón de Darnétal.

## Demografía
| 321 | 308 | 460 | 523 | 647 | 778 |
| Para los censos de 1962 a 1999 la población legal corresponde a la población sin duplicidades (Fuente: INSEE [Consultar]) |     |     |     |     |     |